# Mari Asabuki
Mari Asabuki est une mangaka japonaise. Née à Tokyo le 26 avril 1985, elle est principalement connue pour son adaptation en manga de la franchise de Disney High School Musical (2008) et de la franchise de jeux de Takara Tomy Pretty Rhythm. La plupart de ses autres mangas restent méconnus hors du Japon. Elle travaille aussi sous le nom de plume de Mariri Morineko.